# Erysimum gladiiferum
Erysimum gladiiferum är en korsblommig växtart som beskrevs av Pierre Edmond Boissier och Heinrich Carl Haussknecht. Erysimum gladiiferum ingår i släktet kårlar, och familjen korsblommiga växter. Inga underarter finns listade i Catalogue of Life.